# Joseph Marmaduke Pratt
Joseph Marmaduke Pratt (* 4. September 1891 in Paterson, New Jersey; † 19. Juli 1946 in Washington, D.C.) war ein US-amerikanischer Politiker. In den Jahren 1944 und 1945 vertrat er den Bundesstaat Pennsylvania im US-Repräsentantenhaus.

## Werdegang
Bereits im Jahr 1892 kam Joseph Pratt mit seinen Eltern nach Philadelphia, wo er die öffentlichen Schulen und einige Handelsschulen besuchte. Danach studierte er bis 1919 an der dortigen Temple University. Später arbeitete er in der Industrie, wobei er unter anderem maritime Produkte herstellte. Gleichzeitig schlug er als Mitglied der Republikanischen Partei eine politische Laufbahn ein. Zwischen 1937 und 1946 war er in Philadelphia Vorstandsmitglied seiner Partei.
Nach dem Rücktritt des Abgeordneten James P. McGranery wurde Pratt bei der fälligen Nachwahl für den zweiten Sitz von Pennsylvania als dessen Nachfolger in das US-Repräsentantenhaus in Washington gewählt, wo er am 18. Januar 1944 sein neues Mandat antrat. Da er bei den regulären Wahlen im selben Jahr nicht bestätigt wurde, konnte er bis zum 3. Januar 1945 nur die laufende Legislaturperiode im Kongress beenden. Diese Zeit war von den Ereignissen des Zweiten Weltkrieges geprägt.
Nach dem Ende seiner Zeit im US-Repräsentantenhaus nahm Joseph Pratt seine früheren Tätigkeiten wieder auf. Er starb am 19. Juli 1946 während einer Geschäftsreise in Washington.